# Ришард Нємчик
Ришард Нємчик, «М'ясник» (пол. Ryszard Niemczyk) (нар. 1974) — польський злочинець і найманий убивця, лідер чинної на території Підбескиддя кримінальної групи, в 1999 р. співучасник убивства лідера прушківської банди Анджея Коліковського на прізвисько «Першинг».

## Біографія
Народився в добре забезпеченій родині в місті Бельсько-Бяла. Закінчив ліцей. Займатися злочинною діяльністю розпочав у 1994 році, крадучи автомобілі. Згодом почав брати участь у викраданні людей, підпалах, підкладанню вибухівки та нападах на інкасаторські вантажівки. 1999 року керував нападом на бельський банк, з якого злочинці вкрали 600 тис. злотих. У 1998 році переховувався в психіатричній лікарні Рибника.
5 грудня 1999 р. в Закопаному разом з Ришардом Богуцьким та Адамом К. (Дід) вбиває лідера прушковської банди Анджея Коліковського. Щоб відвернути увагу останнього, Нємчик зробив декілька пострілів у повітря. У січні 2000 р. був затриманий поліцією.
29 жовтня 2000 року тікає з в'язниці в місті Вадовиці, залізши на дах. Звідти побіг на прилеглу будівлю суду, а тоді зіскочив в автомобіль, що чекав на нього. У квітні 2005 р. був затриманий у місті Майнц, звідти переданий польським правоохоронцям на підставі Європейського ордера на арешт.
2007 року Окружний суд Бельсько-Бяла визнав Нємчика винним у 13 пунктах злочину, у тому числі за вбивство Коліковського. Ришарда засудили до 25 років позбавлення волі. 2008 року Нємчик оскаржив вирок в Апеляційному суді м. Катовиці. У тому ж році Верховний суд відхилив апеляцію. При повторному поданні апеляції у 2009 році вирок змінили до 15 років позбавлення волі. Суд постановив, що Нємчик винний у 12 з 13 звинувачень, зокрема у відмиванні грошей, залякуванні та нападах.